# سیارک ۱۶۸۸۸
سیارک ۱۶۸۸۸ (به انگلیسی: 16888 Michaelbarber، نامگذاری:1998BM26) شانزده هزار و هشتصد و هشتاد و هشتمین سیارک کشف شده‌است که در ۲۹ ژانویه ۱۹۹۸ کشف شد.
قدر مطلق سیارک برابر ۲۳.۴ است.